# 沙特阿拉伯皇家战略火箭军
沙烏地阿拉伯皇家战略火箭军  (阿拉伯語：قوة الصواريخ الإستراتيجيه الملكية السعودية） 是沙烏地阿拉伯皇家武装力量的五大分支之一 ，成立于1987年 ，缩写是RSSMF。现任指挥官是加热拉·欧拉维特（阿拉伯語：جار الله العلويط،）少将。

## 主要武器
RSSMF主要武器是中国出售给沙特的东风-3远程弹道导弹和東風-21中程彈道導彈。1987年为出口沙特阿拉伯的开发变体东风3A中程弹道导弹，它具有射程可达2800公里的常规高爆弹头（2150千克）。根据报道，1988年中国出售了30-120枚弹道导弹和 9-12辆发射载具，虽然没有沙特试射这些弹道导弹的报道。有些消息来源称沙特有意向购买中国的東風-15短程彈道飛彈與東風-21中程彈道飛彈。
2014年9月的記者會中，沙烏地阿拉伯聯合軍事委員會顧問證實沙特阿拉伯皇家战略火箭军已經裝備了東風21。2007年時的傳言階段可能是最初的交貨與人員訓練協約，至今坦承則可能代表沙方已經完成全部的訓練、後勤並佈署相當數量產生初始戰備能力；雖然採購了東風21，但詳細採購型號及數量外界當前未有確實資料佐證；且後期型號的東風21C藉由衛星座標支援降低圓形公算誤差，沙烏地是否有採購必要的衛星偵察及定位服務也無法證實，但香港文匯報認為沙烏地應該也採購了這些配套服務，並在這批彈道飛彈上運用了北斗衛星定位系統減少被第三國干涉的空間。

## 导弹基地
两个比较老的基地是：位于利雅得市西南450千米的苏莱伊迈导弹基地（英語：Al Sulayyil ballistic missile base）和利雅得以南90千米处的贾法里导弹基地（Al Jufayr ballistic missile base）。
2008年建成了新的瓦塔哈导弹基地（Al-Watah ballistic missile base），距离利雅得市200千米。

## 公开信息
RSSMF的预算和人员数量编制是绝密的。在2009年沙特和海湾国家宣布希望获得核武器制衡伊朗核计划之后，RSSMF的战略作用更加重要。沙特国王阿卜杜拉和沙特前情报首脑和沙特驻美国大使图尔基·本·费萨尔·阿勒沙特亲王提到了这个。

有些专家推测，考虑到沙特给巴基斯坦的核武器计划提供了资金，沙特可能通过巴基斯坦获得了核武器。来自BBC的一份报告指出：第一种可能是2003年沙特通过现金交易获取了核弹头; 第二种可能是巴基斯坦核力量部署在沙特阿拉伯境内"。

### 引用
1. ↑  .   [2014-05-01]. （原始内容存档于2014-01-06）.
2. ↑  SinoDefence "DongFeng 3 (CSS-2) Intermediate-Range Ballistic Missile" 的存檔，存档日期2013-08-14., sinodefence, 27 February 2009.
3. ↑  Jefrey Lewis - Arms Control Wonk.  "Saudi Arabia’s Strategic Dyad" 的存檔，存档日期2015-10-06. Arms Control Wonk , 15 July 2013.
4. ↑  . 文匯網. 2014-09-21  [2015-09-03]. （原始内容存档于2016-03-04） （中文（香港））.
5. ↑  US embassy cables: Saudi official warns Gulf states may go nuclear  （页面存档备份，存于）, The Guardian, 28 November 2010.
6. ↑  Saudi Arabia urges US attack on Iran to stop nuclear programme  （页面存档备份，存于） The Guardian, 28 November 2010.
7. ↑  Riyadh will build nuclear weapons if Iran gets them, Saudi prince warns  （页面存档备份，存于） The Guardian, 29 June 2011.
8. ↑  Dennis Ross: Saudi king vowed to obtain nuclear bomb after Iran  （页面存档备份，存于） Haaretz, 30 May 2012.
9. ↑  King Says Saudi Arabia Would Need Nukes to Counter Iran Arsenal  （页面存档备份，存于） The Nuclear Threat Initiative, 30 May 2012.
10. ↑  Mark Urban: Saudi nuclear weapons 'on order' from Pakistan  （页面存档备份，存于） BBC News, 6 November 2013.